# Västfrisiska öarna

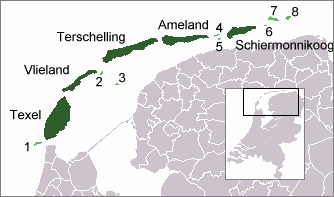
De västfrisiska öarna. Förutom öarna Texel, Vlieland, Terschelling, Ameland och Schiermonikoog räknas även följande mindre sandbankar och obebodda öar till ögruppen:
1. Noorderhaaks
2. Richel
3. Griend
4. Rif
5. Engelsmanplaat
6. Simonszand
7. Rottumerplaat
8. Rottumeroog

Västfrisiska öarna (nederländska: Waddeneilanden) är en ögrupp i Nordsjön utanför den nederländska kusten. Mellan öarna och kusten ligger Vadehavet. De största öarna, som också är bebodda, är Texel, Vlieland, Terschelling, Ameland och Schiermonnikoog. De övriga öarna är obebodda. Öarna har mycket höga naturvärden och är även viktiga för den nederländska turistnäringen. 